# اونیل دونالدسون
اونیل دونالدسون (انگلیسی: O'Neill Donaldson؛ زادهٔ ۲۴ نوامبر ۱۹۶۹) بازیکن فوتبال اهل بریتانیا است.
از باشگاه‌هایی که در آن بازی کرده‌است می‌توان به باشگاه فوتبال استوک سیتی، باشگاه فوتبال شفیلد ونزدی، باشگاه فوتبال منزفیلد تاون، باشگاه فوتبال دونکستر راورز، باشگاه فوتبال تورکی یونایتد، باشگاه فوتبال آکسفورد یونایتد، و باشگاه فوتبال شروزبری تاون اشاره کرد.